# Nová Ves (Hradec-Nová Ves)
Nová Ves (něm. Neudorf, pol. Nowa Wieś) jsou vesnice (osada), která je místní částí (základní sídelní jednotkou) obce Hradec-Nová Ves. Rozkládají se na východ od Supíkovic, na západ od Mikulovic a na sever od samotného Hradce, od něhož jsou odděleny lesem a železniční tratí.

## Historie
Nová Ves byla založena roku 1685 z jednoho ze tří mikulovických dvorů vratislavského biskupa, tzv. Studeného dvora, který vrchnost nechala rozparcelovat pro nevýnosnost. Do roku 1732 bylo osídleno zdejších 20 statků. Budovy dvora se stájemi a nově zřízené zákupní fojtství odkoupil zednický mistr ze Supíkovic Thomas Schroth, jehož rodina je vlastnila do roku 1818. Tehdy je odkoupil Wenzel Rother a jeho potomci drželi fojtství do roku 1848. Fojt byl nejvýznamnějším a nejbohatším obyvatelem vsi, ta však celkově zůstala až po zrušení patrimoniální správy v majetku vratislavského biskupa jako součást panství Frývaldov (Jeseník).
Při zavedení obecního zřízení v roce 1850 byla Nová Ves připojena jako pouhá osada k Hradci, ačkoli se mu rozlohou a počtem obyvatel přibližně vyrovnala. Spolu s ním byla roku 1976 připojena k Mikulovicím. Když se pak obec znovu osamostatnila v roce 1990, dostalo se jméno Nová Ves konečně do jejího názvu jako rovnocenná součást.

### Vývoj počtu obyvatel
| Rok            | 1836 | 1930 | 2001 |
| -------------- | ---- | ---- | ---- |
| Počet obyvatel | 450  | 383  | 141  |

1. ↑  z toho: 370 Němců a 13 cizinců; všichni řím. kat.

Při sčítání lidu roku 2001 zde bylo napočteno 50 domů, z toho 42 trvale obydlených.